# Ричелли Эдуардо да Силва Жуниор
Ричели Эдуардо да Силва Жуниор (порт.-браз. Riccieli Eduardo da Silva Junior); родился 17 сентября 1998 года, Резенди, Бразилия), — бразильский футболист, защитник клуба «Фамаликан».

## Клубная карьера
Ричелли — воспитанник клубов «Резенди» и «Мирасол». 2 марта 2018 года в матче Лиги Паулиста против «Ферровиарии» он дебютировал за основной состав последних. Летом 2019 года Ричелли перешёл в португальский «Фамаликан». 10 августа в матче против «Санта-Клары» он дебютировал в Сангриш лиге. 16 февраля 2020 года в поединке против «Авиша» Ричелли забил свой первый гол за «Фамаликан».